# Juan Eliseo Mojica Oliveros
Juan Eliseo Mojica Oliveros (ur. 12 czerwca 1918 w Susacón, zm. 27 grudnia 1989 w Tunja) – kolumbijski duchowny katolicki, biskup diecezji Garagoa w latach 1977-1989.

## Życiorys
Święcenia kapłańskie przyjął 7 czerwca 1941 i został inkardynowany do diecezji Tunja. Był m.in. rektorem seminarium w Tunja (1952-1958), asystentem narodowym Akcji Katolickiej (1958-1960) oraz wikariuszem generalnym diecezji (1962-1967).

### Episkopat
20 lutego 1967 został mianowany przez papieża Pawła VI biskupem pomocniczym archidiecezji Tunja i biskupem tytularnym Baliany. Sakry biskupiej udzielił mu 1 maja tegoż roku abp Giuseppe Paupini.
4 czerwca 1970 został mianowany biskupem diecezji Jericó. Ingres odbył się 18 lipca tegoż roku.
26 kwietnia 1967 został prekonizowany biskupem diecezji Garagoa. 16 czerwca objął kanonicznie urząd.